# Брест-Куявский мир
Брест-Куя́вский мир (пол. Pokój w Brześciu Kujawskim) — мирный договор Королевством Польским и Тевтонским орденом, подписанный 31 декабря 1435 года в Бжесце-Куявском и окончивший польско-тевтонскую войну 1431—1435 годов. Вызван поражением союзников Ордена в битве под Вилькомиром и давлением со стороны населения.

## Ход переговоров
В 1435 году тевтонцы, недовольные ходом войны, послали в Брест-Куявский своего представителя остеродского комтура Вольфа Сошена с целью заключения «вечного мира» с поляками. Поскольку переговоры не дали эффекта, было решено перенести их в Служево, однако и здесь они бы закончились ничем, если бы в это время не прибыло два тевтонских посла с вестью о поражении союзников Ордена в битве под Вилькомиром. Взволнованные представители Ордена решили снова собраться в Бресте-Куявском в день святого Николая (6 декабря).
С польской стороны в переговорах участвовали: примас Польши Войцех Ястшембец, епископ краковский Збигнев Олесницкий, епископ познанский Станислав Целек, епископ вроцлавский Владислав, епископ плоцкий Станислав з Павловиц, воевода сандомирский, каштелян краковский Николай из Мехалово, воевода краковский Ян Чижовский, каштелян сандомирский Добеслав Олесницкий, каштелян познанский и великопольский Доброгост Шамотульский и другие. Со стороны Тевтонского ордена присутствовали: епископ эрмландский Франциск, епископ помезанский Йохан, комтур эльбингский Генрих фон Плауен, комтур торнский Людвиг Лауше и другие.
И эти переговоры закончились бы ничем, если бы население Пруссии не потребовало орденское руководство пойти на мир. В канун Нового года договор был подписан. Со стороны Польши в парафиальном костёле договор огласил епископ краковский Збигнев, со стороны Тевтонского ордена — епископ эрмландский Франциск.
По условиям договора, Тевтонский орден обязался прекратить поддержку претендента на титул великого князя литовского Свидригайло Ольгердовича и впоследствии поддерживать только великих князей литовских, избранных Польшей и Великим княжеством совместно. Границы, установленные Мельнским миром 1422 года, не изменялись.